# Barbro Lindgren
Barbro Lindgren-Enskog (Stoccolma, 18 marzo 1937) è una scrittrice svedese, autrice principalmente di libri per bambini, ma anche di alcune opere per adulti.

## Biografia
Ha lavorato in una istituzione per bambini disabili, e scrive dal 1965. Barbro Lindgren ha frequentato un istituto artistico, e ha illustrato personalmente alcuni dei suoi libri, pur lavorando con altri illustratori di ottimo livello.
Il suo stile unico e personale ha esercitato un notevole influsso sulla letteratura svedese contemporanea per bambini e adolescenti. Posto a metà fra il surrealismo e la realtà, il suo stile colmo di humor e fantasia affronta temi e domande di estrema importanza nell'infanzia, riuscendo a gestire gli argomenti con un linguaggio consono all'età del lettore, ma allo stesso tempo con serietà e rigore.

## Opere tradotte in Italiano
- Piccola locomotiva rosa, con illustrazioni di Eva Eriksson, AER, 1996. ISBN 978-8-88655-728-3
- La piccola peste, con illustrazioni di Eva Eriksson, Piemme, 2000. ISBN 978-8-83848-023-2
- Anch'io voglio il ciuccio!, con illustrazioni di Olof Landström, Babalibri, 2004. ISBN 978-8-88362-101-7
- Sgrunt sgrunt, Benny, con illustrazioni di Olof Landström, Babalibri, 2008. ISBN 978-8-88362-169-7
- Iiiiiiiiiiiiiiiiiiiii, Lupoguido, 2020. ISBN 9788885810259

## Riconoscimenti
- 1973 premio Astrid Lindgren
- 1977 premio Nils-Holgersson